# Ettore Zorzi
Ettore Zorzi (* 1885 in Adria; † 1958 in Adria) war vom 24. Oktober 1929 bis zum 15. Juli 1930 Podestà Venedigs, also nicht gewählter (Sindaco), sondern von den Faschisten ernannter Bürgermeister Venedigs.

## Leben
Ettore Zorzi wurde 1885 in Adria in den dortigen Zweig der aus Venedig stammenden Adelsfamilie Zorzi geboren. Dieser Zweig hatte sich 1790 vom venezianischen Hauptzweig getrennt. Von Beruf Magistrat verfasste Zorzi nebenbei Gedichte und Erzählungen, trat jedoch politisch nicht besonders hervor.
Vom 14. Juni bis zum 23. Oktober 1929 wurde er für die faschistische Regierung als Kommissar tätig, dann wurde er am 24. Oktober zum Podestà ernannt. Dieses Amt hatte er bis zum 15. Juli 1930 inne. Als Kommissar versuchte er die vom Präfekten aufgelöste consulta municipale zu verteidigen, die dem Bau der Straßenbrücke zwischen dem Festland und Venedig im Wege stand. Giuseppe Volpi und andere sorgten daher in einer Sitzung, wohl am 19. Oktober 1929 dafür, dass die Verträge über den endgültigen Bau der Brücke unterzeichnet wurden. Zorzi wurde wenige Tage später zum Podestà ernannt. Die Unterschrift unter den Vertrag war die einzig nennenswerte Tat des Kommissars bzw. Podestà, der keine acht Monate später zurücktrat.

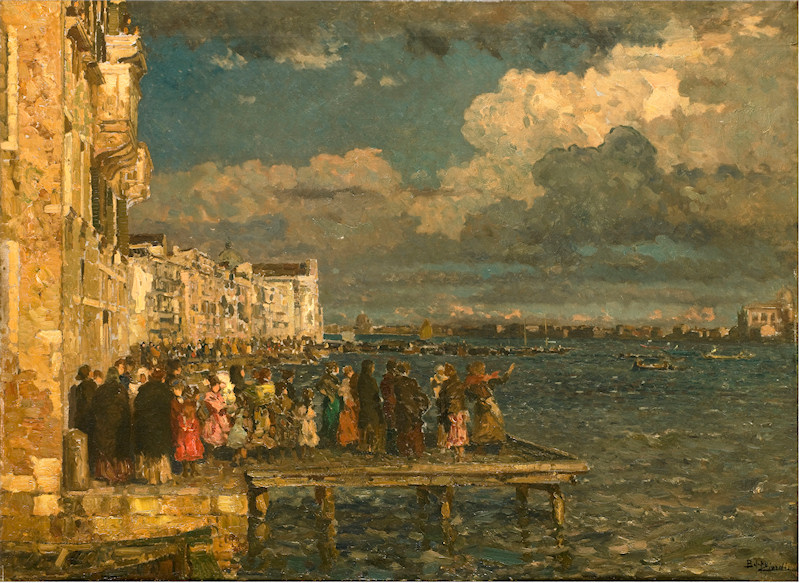
Die Vorbereitung zur Festa del Redentore von Beppe Ciardi

Wie die meisten Podestà gehörte Zorzi am 25. Februar 1930 auch dem Komitee an, das der Biennale vorstand. Unter ihnen waren auch Giuseppe Volpi als Präsident, der Maler Beppe Ciardi (1875–1932), der Bildhauer Antonio Maraini (1886–1963) als Segretario generale und der Architekt Marcello Piacentini (1881–1960). Letzterer hatte 1928 das Istituto d'Arte Contemporanea gegründet, aus dem später das Archivio d'Arte Contemporanea hervorging. 1932 wurde er Sekretär des Sindacato nazionale fascista delle belle arti.